# Marek Napiórkowski (fizyk)
Marek Maria Napiórkowski – polski fizyk.

## Życiorys
Absolwent II Liceum Ogólnokształcącego im. Stefana Batorego w Warszawie (matura 1968). Ukończył studia na Wydziale Fizyki Uniwersytetu Warszawskiego (UW), w 1977 roku otrzymał stopień naukowy doktora nauk fizycznych,  w 1987 roku uzyskał stopień doktora habilitowanego, w 1998 roku – tytuł profesora nauk fizycznych.
W latach 2005–2012 był dyrektorem Instytutu Fizyki Teoretycznej na Wydziale Fizyki UW.